# Monastère Sainte-Parascève
Le monastère Sainte Parascève (en grec moderne : Μονή Αγίας Παρασκευής, Moní Ayías Paraskevís) est un monastère abandonné situé à flanc de falaise dans les gorges de Vikos, dans la région de la Zagori au nord-ouest de la Grèce. Ce monastère de pierre a été construit en 1413-1414.
C'est le plus vieux monastère de la région de la Zagori. Il offre une vue panoramique sur les gorges.